# فرانك بريو
فرانك بريو (17 أكتوبر 1963 في مارينياني) (بالفرنسية: Franck Priou)‏ لاعب كرة قدم فرنسي معتزل كان يجيد اللعب في مركز المهاجم . ساهم في تتويج نادي كاين ببطولة دوري الدرجة الثانية موسم 1995-1996 .

## روابط خارجية
- فرانك بريو على موقع رابطة كرة القدم الفرنسية للمحترفين (الإنجليزية)
- فرانك بريو على موقع قاعدة بيانات كرة القدم.إي يو (الإنجليزية)